# إدي غيليت
إدي غيليت (بالإنجليزية: Eddie Gillette)‏ هو لاعب كرة قدم أمريكية شمالية ‏ أمريكي، (ولد في أورورا في الولايات المتحدة 1892  م).